# Anatosuchus minor
Anatosuchus minor (лат.) — вид небольших вымерших крокодиломорфов, известных из отложений нижнего мела юга Сахары c территории Нигера (формация Эльрхаз). Длину тела оценивают в 0,7 м, широкая уплощённая морда напоминала утиный клюв (отсюда название, образованное от лат. anas — утка, suchus — крокодил, minor — малый). Рацион составляли рыба, земноводные и коренья.

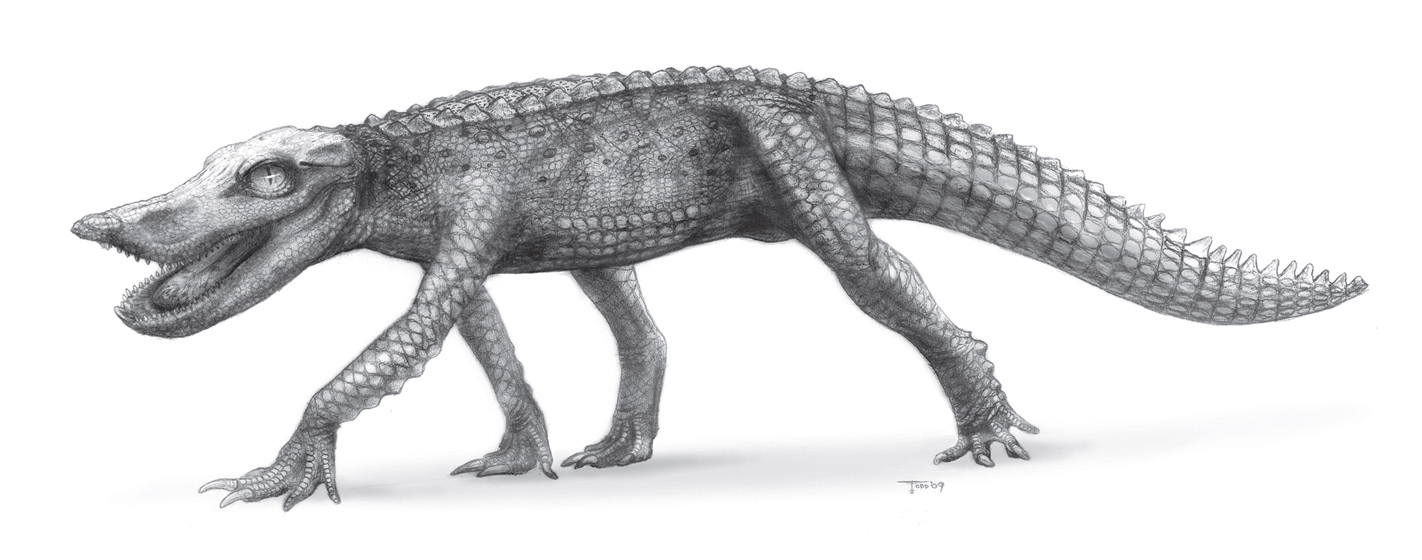
Реконструкция внешнего вида

## Примечание
1. 1 2 3  Sereno P. C., Sidor C. A., Larsson H. C. E., Gado B. A new notosuchian from the Early Cretaceous of Niger // Journal of Vertebrate Paleontology. — 2003. — Vol. 23, № 2. — P. 477—482. — doi:10.1671/0272-4634(2003)023[0477:ANNFTE]2.0.CO;2.